# Б'юла Бонді
Б'юла Бонді (англ. Beulah Bondi; 3 травня 1889 — 11 грудня 1981) — американська акторка, володарка «Еммі» та дворазова номінантка премії «Оскар». Володарка зірки на Голлівудській алеї слави.

## Життєпис
Б'юла Бонді народилася в Вальпараїсо, Індіана, штат Індіана, в родині Еви (до шлюбу Мербл) і Адольфа Блонді. Акторську кар'єру вона розпочала в семирічному віці з участі в п'єсі «Маленький лорд Фаунтелрой» в Меморіальному оперному театрі свого рідного міста Вальпараїсо. У 1918 році вона закінчила Університет Вальпараїсо за фахом бакалавр і майстер ораторського мистецтва.
В кіно дебютувала в 1931 році у фільмі «Вулична сцена». У 1936 році Б'юла Бонді стала однією з перших п'яти акторок, номінованих на нову категорію премії «Оскар» — «Найкраща акторка другого плану», за фільм «Чудова жінка легкої поведінки». Двома роками пізніше вона знову була номінована в цій категорії за фільм «Для людських сердець».
У кіно акторка найчастіше грала матерів головних героїв. Так, наприклад, матір Джеймса Стюарта вона зіграла в чотирьох фільмах: «Це прекрасне життя», «Містер Сміт вирушає до Вашингтона», «Для людських сердець» і «Жвава леді».
Останній раз на екранах вона з'явилася в ролі Марти Корінн Волтон в телесеріалі «Волтон», у якому знялася в двох епізодах, в 1974 і 1976 роках. За цю роль в 1977 році вона була удостоєна премії «Еммі» як «Найкраща запрошена акторка в драматичному серіалі».
Хоча Бьюлі Бонді часто грала матерів, вона не одружувалася і не мала дітей.
Померла 11 січня 1981 року в віці 91 року від легеневих ускладнень, після того, як впала, спіткнувшись об свою кішку і зламавши ребра.
За внесок у кіноіндустрію США Б'юла Бонді удостоєна зірки на Голлівудській алеї слави.

## Вибрана фільмографія
- Чудовий світ братів Грімм (1962) — циганка
- Самотня зірка (1952) — Міннівер Браян
- 1950 — Фурії — місіс Енахайм
- 1948 — Зміїна яма
- Це дивовижне життя (1946) — Ма Бейлі
- Повернення до Батаана (1945) — Берта Барнс
- Варта на Рейні (1943) — Еніс
- Однією ногою в раю (1941) — місіс Лідія Сендоу
- Наше містечко (1940) — місіс Вебб
- Містер Сміт вирушає до Вашингтона (1939) — Ма Сміт
- 1938 — Сестри — Роуз Елліотт
- Про людські серцях (1938) — Мері Вілкінс
- Жвава леді (1938) — місіс Марч Морган
- Поступися місцем завтрашньому дню (1937) — Люсі «Ма» Купер
- Дівчина Салема (1937) — Ебігейл Гуд
- Чудова жінка легкої поведінки (1936) — Рейчел Джексон
- Стежка самотньої сосни (1936) — Мелісса
- Візерунковий покрив (1934) — Фрау Кьорбер (сцени вирізані)
- 1932 — Дощ
- Ерроусміт (1931) — місіс Тоузер (у титрах не вказана)
- Вулична сцена (1931) — Емма Джонс
- 1973 — Робін Гуд — мати церковної миші (озвучка)